# Jake Smith
Pour les articles homonymes, voir Smith.
Jake Smith est un joueur de hockey sur gazon néo-zélandais évoluant au poste d'attaquant au Central Falcons et avec l'équipe nationale néo-zélandaise.

## Biographie
Jake est né le 3 avril 1991 à Wellington.

## Carrière
Il a été appelé en équipe nationale première en 2020 pour concourir aux Jeux olympiques d'été à Tokyo, au Japon.

## Palmarès
- : 2e à la Ligue mondiale 2012-2013
- : 2e à la Coupe d'Océanie en 2019